# (2747) Český Krumlov
(2747) Český Krumlov es un asteroide perteneciente al cinturón de asteroides descubierto el 19 de febrero de 1980 por Antonín Mrkos desde el Observatorio Klet, cerca de České Budějovice, República Checa.

## Designación y nombre
Český Krumlov recibió al principio la designación de 1980 DW.
Más adelante se nombró por la localidad checa de Český Krumlov cercana al observatorio.

## Características orbitales
Český Krumlov está situado a una distancia media del Sol de 3,099 ua, pudiendo alejarse hasta 3,496 ua y acercarse hasta 2,703 ua. Su inclinación orbital es 5,818° y la excentricidad 0,1279. Emplea en completar una órbita alrededor del Sol 1993 días.